# Willem Cornelis Waling
Willem Cornelis Waling (Nieuwe Tonge, 19 januari 1922 – 18 oktober 1985) was een Nederlands politicus van de PvdA.
Aan het begin van zijn loopbaan was hij achtereenvolgens werkzaam bij de gemeentesecretarieën van Den Bommel, Nieuwe Tonge, Spijkenisse en Naaldwijk. In 1950 werd hij commies A op de afdeling Financiën van de gemeente Hellendoorn en in 1955 volgde zijn benoeming tot gemeentesecretaris van Diepenveen. Eind 1965 werd hij de gemeentesecretaris van Ooststellingwerf als opvolger van Tieme Oosterwijk die daar burgemeester was geworden. In 1971 werd Waling ook burgemeester en wel van Scheemda. Tijdens dat burgemeesterschap overleed hij eind 1985 op 63-jarige leeftijd.